# Segorbe
Segorbe là một đô thị trong tỉnh Castellón, Cộng đồng Valencia, Tây Ban Nha. Đô thị Segorbe có diện tích 107,52 km², dân số theo điều tra năm 2010 của Viện thống kê quốc gia Tây Ban Nha là 9267 người. Đô thị Segorbe nằm ở khu vực có độ cao 358 mét trên mực nước biển.